# Vznik života

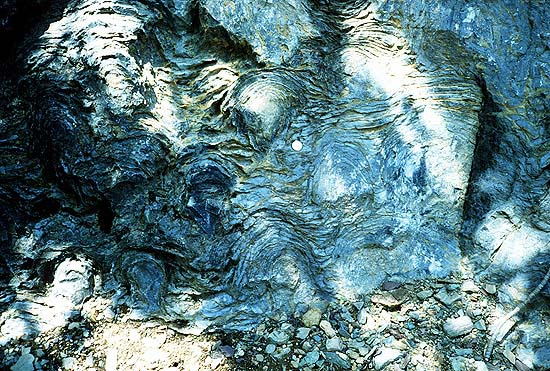
Prekambrijské stromatolity v národním parku Glacier. V roce 2002 William Schopf z Kalifornské univerzity v Los Angeles publikoval článek v časopise Nature, ve kterém napsal, že takovéto geologické útvary obsahují 3,5 miliard let staré fosilizované sinice. Jestli je to pravda, jedná se o nejstarší známou ukázku života na Zemi.

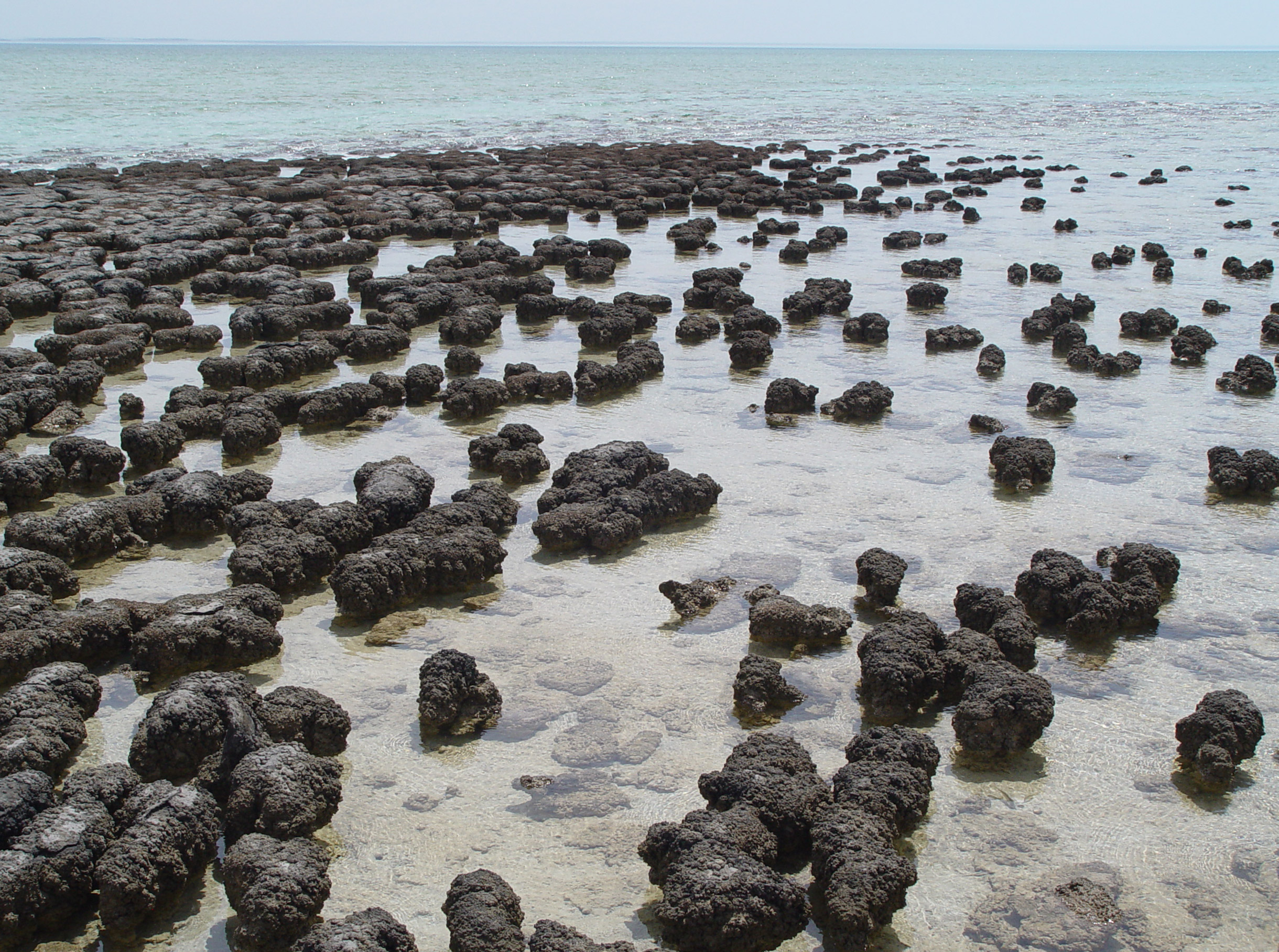
Současné kolonie stromatolitů v Austrálii

Vznik života (biogeneze) je přírodní proces, během kterého se z neživé hmoty jako jsou organické sloučeniny stala hmota živá. Existuje velké množství nejrůznějších představ o vzniku života, otázka však zatím nebyla jednoznačně vyřešena. Spolehlivému vyřešení brání také fakt, že z nejstarších období nejsou dochovány žádné fosílie. A i ty nejjednodušší současné organismy jsou pravděpodobně mnohem složitější než prvotní živé buňky.
Podle současného vědeckého poznání ke vzniku života na Zemi došlo na počátku eoarchaika, zhruba před 4100–3800 miliony let (stáří Země je 4540 miliónů let). Také se předpokládá, že život mohl vzniknout několikrát a následně být opakovaně zcela zničen, než došel úspěchu. Každopádně podle analýz DNA a RNA mají všechny současné organismy jednoho společného předka (tzv. poslední univerzální společný předek – LUCA – Last Universal Common Ancestor). Znamená to, že dnešní organismy nepocházejí z forem, vzniklých náhodně na více místech. Poslední společný předek byl však již dobře vyvinutou buňkou, nejedná se tedy o první organismus, ale o jeho nejúspěšnějšího potomka.
Dosud nejstarší známé stopy života na Zemi byly objeveny v roce 2017 v grafitové vrstvě staré 3950 milionů let, nalezené v pásu páskovaných železných rud Isua v kanadském Labradoru, ale i v Grónsku. Různorodý mikrobiální život vznikl před více než 3750 miliony let. Ale i 3700 milionů let staré nálezy jsou zpochybňovány. Jednoznačně přijímané doklady starých organismů jsou známé až z doby před asi 3500 miliony let.

## Podmínky na mladé Zemi
Pro život je zcela nezbytná přítomnost vody. V současnosti převažuje názor, že kapalná voda existovala na Zemi již v hadaiku. Voda patrně pokrývala velkou část zemského povrchu. John W. Morse a Fred T. MacKenzie tvrdí, že oceány se poprvé mohly objevit jen asi 200 milionů let po akreci. Teplota zemského povrchu tehdy dosahovala asi 70–100 °C. Voda byla zpočátku silně kyselá, dosahovala pH asi 5,8, avšak poté se začala rychle neutralizovat. Velkým zastáncem této myšlenky je také Simon A. Wilde.
Podnebí bylo velmi horké a vlhké. Tvorbu nové zemské kůry doprovázela intenzivní sopečná činnost. Atmosféra měla slabě redukční charakter, s převažujícím oxidem uhličitým a dusíkem. Byla prosycená vodní párou, prachem a popelem. V menším množství obsahovala též amoniak, methan, oxid uhelnatý, vodík a další plyny, zcela však chyběl volný kyslík. Dostatek oxidu uhličitého a methanu v atmosféře vytvářel silný skleníkový efekt a chránil Zemi před zmrznutím, ačkoliv mladé Slunce zatím dosahovalo jen asi 75 % svého současného výkonu. Díky vysokým teplotám se voda intenzivně odpařovala, avšak četné nečistoty v ovzduší (prach a popel) napomáhaly opětné kondenzaci vodní páry. Proto Zemi často bičovaly prudké deště.
Podle teorie velkého impaktu se Země srazila s planetou, což mohlo způsobit, že se na povrch Země dostaly důležité stavební prvky života jako uhlík, dusík a síra. Život tedy teoreticky mohl vznikat již od doby před 4400 miliony let, ačkoliv podmínky nebyly pro současné organismy příznivé. Nicméně prvky mohly být na Zemi a nemusely dopadnout s asteroidem. Dříve se za hranici možné doby vzniku života považoval konec tzv. pozdního velkého bombardování asi před 3800 miliony let. Časté dopady meteoritů na zemský povrch měly mít zcela ničivý dopad na zemský povrch a případnou existující biosféru. Podle novějších názorů nemuselo být bombardování meteority tak fatální. Předpokládá se, že dopadající tělesa působila spíše lokálně a v žádném případě nezasáhla celou planetu. I přes výrazný vliv na zemský povrch a klima mohla dopadající tělesa působit také pozitivně, vytvářet specifická vhodnější prostředí (např. hlubokomořské hydrotermální systémy) nebo přinášet na Zemi již hotové organické sloučeniny.

## Filosofické, mytologické a náboženské pohledy

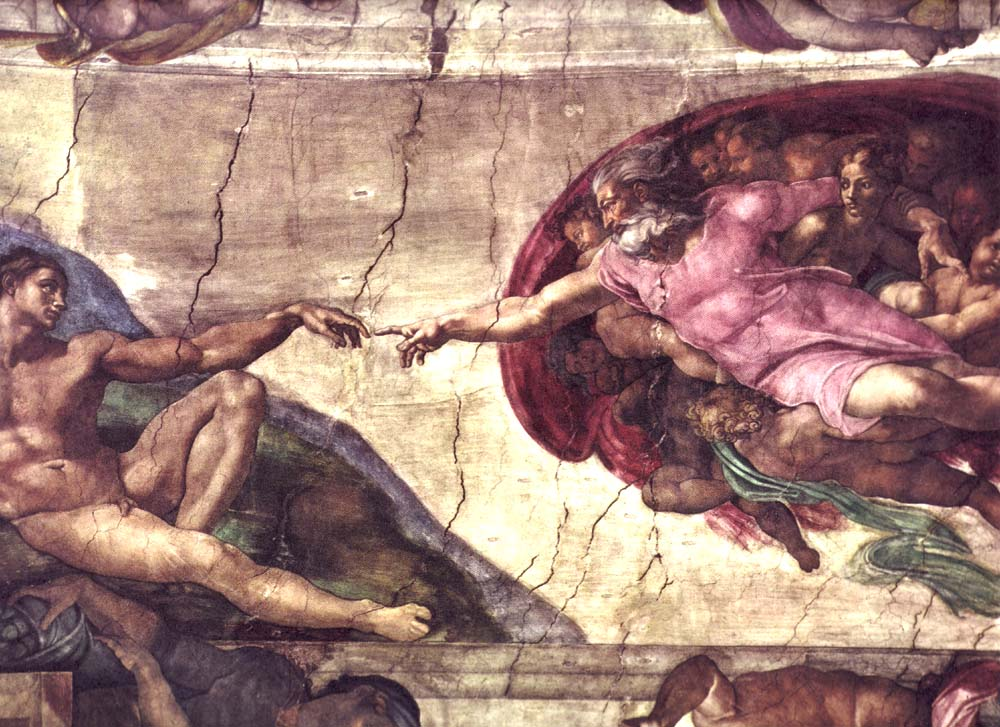
Stvoření Adama

Názory na vznik života se v lidské společnosti objevovaly odnepaměti. Ve starověkých dobách bylo stvoření života spojováno obvykle se samotným stvořením Země nebo vesmíru. Je známo nepřeberné množství různých představ, které se například ve starověkém Egyptě lišily škola od školy. Velmi často však byly dávány do souvislosti s neživou přírodou, což koneckonců bylo typické i pro některé starořecké filosofy. Podle Bible i (poněkud mladšího) Koránu byl svět i život stvořen silou Božího slova.
V současnosti se ve velkých náboženstvích vyskytují dva základní myšlenkové proudy. První přiznává přírodovědeckým teoriím velkou váhu, snaží se historické texty vykládat historicko-kritickou metodou jako dobové představy, jejichž výpověď má být primárně teologická či filosofická a jejímž smyslem není konkurovat moderní vědě. Existuje však také opačný názor, který se snaží držet starých mytologických výkladů. Usiluje o obhajobu a interpretaci historických představ v diskursu moderní přírodovědy (např. vědecký kreacionismus). Vědeckými metodami vyhledává slabá místa přírodovědeckých teorií, které původním náboženským představám odporují, nebo naopak klade důraz na takové interpretace historických textů a moderní vědy, které konstatují soulad (například spontánní evoluci života chápe jako formu aktu stvoření, který byl v historických textech popsán jen symbolicky či v kontextu dobového stavu poznání). Jednou z výrazných křesťanských osobností snažících se plně integrovat vědecké a náboženské pohledy byl francouzský geolog, paleontolog a jezuitský teolog Pierre Teilhard de Chardin, který svou syntézu biblických a vědeckých představ předložil ve svém hlavním díle Le Phénomène humain (česky Vesmír a lidstvo), které vyšlo až po jeho smrti v roce 1955. Již od roku 1923 ale měl kvůli svým názorům problémy s řádovými představenými i Vatikánem.[zdroj?] Na druhém vatikánském koncilu mělo Chardinovo pojetí mnoho příznivců, kteří prosadili do koncilních dokumentů vstřícnější přístup, nicméně římské Officium se ještě v roce 1981 pokoušelo svým prohlášením tento vývoj zvrátit.[zdroj?] (Podrobněji v článku Pierre Teilhard de Chardin). Popularizace souladu mezi vědou a vírou není mezi vědci ani mezi věřícími nijak výjimečná[zdroj?]
Kreacionismus byl z velké části nahrazen v 90. letech 20. století teorií Inteligentního plánu, která ohledně vzniku života pouze konstatuje, že informace uložená v DNA živých bytostí má nejspíše jako jakákoliv jiná informace inteligentní příčinu, ale neřeší způsob vzniku života ani identitu „inteligentního designéra“.

## Historické vědecké pohledy

### Naivní abiogeneze

Pasteur vytvářel sterilní prostředí v speciálních nádobách s uzavíratelným ústím: zkoušel, zda za těchto okolností bude docházet ke spontánnímu vzniku mikroorganismů. Tento pokus byl hřebíčkem do rakve teorie samoplození

Do začátku 19. století lidé všeobecně věřili na spontánní vznik určitých forem života z neživé hmoty. Tato představa se dnes označuje jako naivní abiogeneze či teorie samoplození. Aristotelés věřil, že mšice se rodí z rosy, která padá na květiny, mouchy ze shnilého materiálu, myši ze znečištěného sena, krokodýli z hnijících polen na dně vodních ploch a podobně. V 17. století začaly být takovéto představy napadány; např. v roce 1646 Thomas Browne vydal dílo Pseudodoxia Epidemica, ve kterém zpochybňoval falešné představy tehdejší doby. Jeho názory ale nebyly všeobecně přijímány. Například jeho současník Alexander Ross napsal: „Napadat toto (samoplození) znamená napadat rozum a zkušenost. Jestli to zpochybňuje, ať se vydá do Egypta, kde uvidí pole plná myší, které se zrodily z bahna Nilu.“ V roce 1665 Robert Hooke publikoval první nákresy mikroorganismů spatřené pod jednoduchým mikroskopem. Následoval ho v roce 1676 Antoni van Leeuwenhoek. Mnohým se zdálo, že objev mikroorganismů podporuje teorii samoplození, protože mikroorganismy se zdály být příliš jednoduché na to, aby se mohly rozmnožovat pohlavně a nepohlavní rozmnožování (mitotické) v té době ještě nebylo pozorováno.[zdroj?]
První důkazy proti naivní abiogenezi poskytl v roce 1668 Francesco Redi, který dokázal, že v mase se neobjeví larvy much, aniž by k němu byly mouchy připuštěny. Postupně se ukazovalo, že, alespoň co se týče viditelných organismů, teorie samoplození neplatí. Alternativou k ní se stala teorie biogeneze, která tvrdila, že všechen život vzešel z prapůvodního života (omne vivum ex ovo, latinsky „vše živé je z vejce“). Spor eskaloval v polovině 18. století a otázka se stala natolik palčivou, že se Francouzská akademie věd rozhodla udělit cenu tomu, kdo definitivně rozřeší otázku vzniku života. V roce 1768 Lazzaro Spallanzani ukázal, že ve vzduchu jsou přítomny mikroorganismy, které lze zabít vařením. V roce 1861 Louis Pasteur provedl několik experimentů, které ukázaly, že ve sterilním výživném prostředí se bakterie ani houby samy od sebe neobjevují. Pasteurovi byla následně udělena zmíněná cena Francouzské akademie věd.

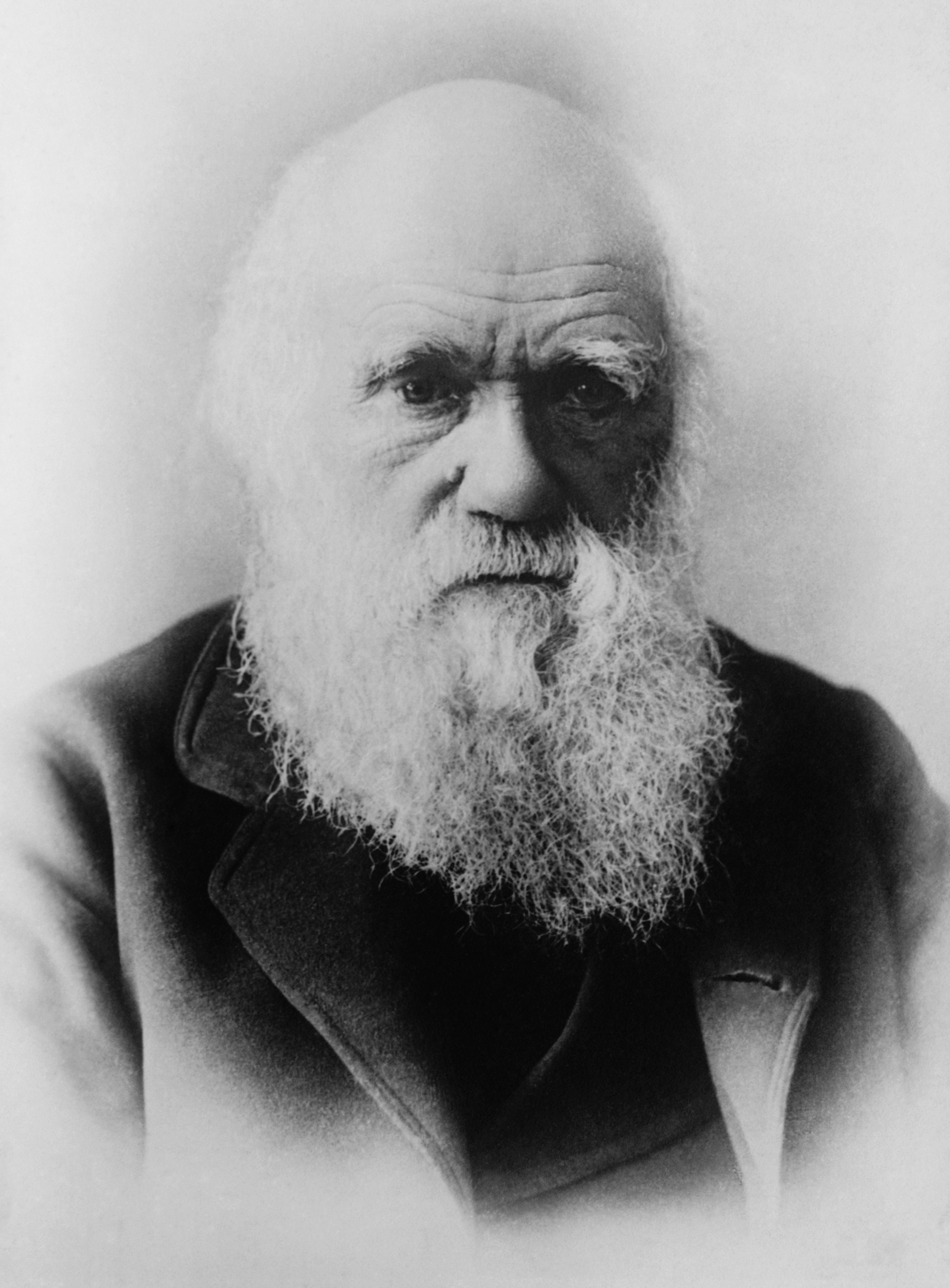
Charles Darwin v roce 1879

### Pokrok 19. století
V polovině 19. století se teorii biogeneze kvůli práci Louise Pasteura a ostatních dostalo tolik důkazů, že se o teorii samoplození přestalo uvažovat jako o reálné alternativě. Pasteur po svých pokusech v roce 1864 prohlásil: „Teorie samoplození se už nikdy nezotaví ze smrtelného zásahu uštědřeného tímto jednoduchým experimentem.“ Kvůli vyvrácení naivní abiogeneze ale věda přišla o odpověď na otázku, jak se zrodil první život.
V dopise Josephovi Daltonu Hookerovi z 1. února 1871 se k otázce vyjádřil Charles Darwin a nabídl řešení, že první život mohl začít v „malém jezírku, ve kterém byla spousta amoniaku a fosforečnanů, světla, tepla, elektřiny, atd., takže mohly vzniknout bílkoviny, které potom podléhaly dalším změnám.“ Dále vysvětlil, že „v dnešní době by taková hmota byla okamžitě pohlcena nebo vstřebána, což by se nestalo před tím, než život vznikl.“ Jinak řečeno, kvůli existenci živých organismů je potřeba zkoumat původ života ve sterilních laboratorních podmínkách.

### Teorie panspermie
Po celou dobu 19. a 20. století se vydělovala skupina vědců, kteří se domnívali (či domnívají), že mikroskopický život mohl na Zemi doputovat vesmírem – tato představa panspermie byla obhajována svého času např. H. von Helmholtzem, W. Thomsonem, S. Arrheniem a v pozdější době F. Crickem. V současnosti se předpokládá, že při nárazu vesmírných těles na zemský povrch by byly složitější organismy zničeny (byť by šlo o extrémofily). Přesto některé jednoduché organismy mohou přežít. Nově nalézané organické sloučeniny na povrchu meteoritů však podporují názor, že na Zemi se tímto způsobem mohly dostat v již kompletním stavu alespoň některé základní organické molekuly (pseudo-panspermie), tudíž že ne všechny základní stavební kameny života musely vzniknout přímo na Zemi. Jedná se stále o současnou hypotézu, která ale neřeší přímo otázku jak vznikl život, ale jak se dostal na Zemi.

### Teorie prebiotické polévky

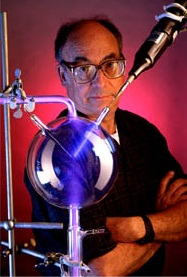
Stanley L. Miller, na fotografii v roce 1999, se zapsal do historie svým experimentem, jenž prokázal, že aminokyseliny mohou vznikat v poměrně jednoduchých fyzikálních podmínkách z anorganických látek

Otázky kolem vzniku života opět rozbouřili až ve 20. letech 20. století nezávisle na sobě dva vědci – Brit John Burdon Sanderson Haldane a Rus Alexandr Ivanovič Oparin. Oba shodně publikovali teorie o postupném vzniku organických molekul z jednoduchých anorganických látek, přítomných na mladé Zemi.
Alexandr Ivanovič Oparin publikoval v roce 1924 v knize Původ života svou teorii koacervátů. Popsal v ní, jak ze základních chemických prvků vznikaly reakcí s vodními parami methan, amoniak, oxid uhličitý, oxid uhelnatý, oxid siřičitý, kyanovodík a další. Tyto sloučeniny dále pod vlivem tepla, ultrafialového záření a elektrických výbojů (simulující roli blesků) reagovaly s vodíkem a vodní párou a vytvářely složitější organické molekuly – aminokyseliny, sacharidy, lipidy i nukleotidy. Předpokládal tedy Pasteurem již zamítnuté zrození života z neživé hmoty, avšak pouze jedinkrát v historii Země. V současnosti již takto život vznikat nemůže, protože se citelně změnily podmínky. Zejména přítomnost volného kyslíku v atmosféře brání další syntéze organických molekul. Nicméně intenzivní elektromagnetické pole o velmi nízkých frekvencích (Schumannovy rezonance) vznikající z blesků může mít stále pozitivní účinek na život a jeho vývoj.
Oparin předpokládal, že organické molekuly se silnými dešti dostávaly do vody. V menších kalužích se mohly díky periodickému vysychání koncentrovat a vznikala tak ona prebiotická polévka. Zde spolu jednotlivé sloučeniny reagovaly a polymerovaly. Vznikaly tak bílkoviny z aminokyselin a nukleové kyseliny z nukleotidů. Oparin si dále všiml, že bílkoviny vytvářejí ve vodě koacerváty – kapičky, oddělené od okolí ostrým rozhraním, jakousi membránou. Mohou dokonce pohlcovat různé látky a zvětšovat tak svůj objem, až se nakonec vlastní vahou rozdělí na několik dceřiných kapiček. Tyto koacerváty byly podle Oparina zárodky prvních buněk, zvláště když pohltily mimo jiné i nukleotidy a nukleové kyseliny. Zdokonalováním a stabilizací membrány i genů se z těch úspěšnějších vyvinuly první živé organismy.
V roce 1952 provedli Stanley Miller a Harold Urey experiment, kterým se snažili ověřit teorii prebiotické polévky. V aparatuře namodelovali podmínky archaické Země včetně silně redukční atmosféry a zkoumali, zda se vytvoří organické molekuly. Experiment byl úspěšný, později však byla celá teorie opuštěna. Zejména proto, že novější výzkumy ukázaly na spíše neutrální než redukční charakter rané atmosféry. V ampulkách se vzorky z původního experimentu bylo posléze objeveno více než 20 různých aminokyselin, což je podstatně více, než Miller sám publikoval. Jen slabě redukční atmosféra však nestačí k vytvoření organických sloučenin podle popsané teorie. Myšlenka prebiotické polévky navíc ne zcela dobře propracovala otázku vzniku a vývoje genetického kódu. Tato teorie ale vedla k mnoha dalším experimentům, které prokázaly možnost vzniku organických sloučenin z anorganických látek.

## Aktuální teorie
S rozvojem moderní vědy se vynořilo velké množství nejrůznějších teorií, žádná z nich však zatím nebyla uspokojivě dořešena a experimentálně prokázána. Vyřešen dosud nebyl ani charakter prvních živých tvorů, představa jejich životního prostředí a způsob výživy. Stejně tak se liší názory na charakter prvního společného předka všech současných organismů. Přitom od prvních žijících organismů k němu vedla ještě dlouhá cesta.
Většina badatelů se shoduje, že se jednalo o heterotrofní jednobuněčné prokaryotní organismy, podobné dnešním bakteriím či archebakteriím a že autotrofní výživa je až novější adaptací. V moderní době se však stále silněji prosazují také návrhy autotrofních počátků. Téměř jisté je, že nejstarší buňky nevyužívaly fotosyntézu, ale jiné formy výživy. Velmi pravděpodobně nejprve spotřebovaly již existující chemické sloučeniny a až poté byly nuceny vytvořit složitější metabolické pochody, například metanogenezi.
Jisté není ani to, jestli byly první organismy mesofilní, psychrofilní nebo termofilní. To má význam zejména proto, že pro vznik některých důležitých organických látek je výhodnější vyšší teplota, avšak pro jiné je lepší chlad nebo i mráz a v teple jsou nestabilní, rozpadají se. Například výzkum Stanleyho Millera a jeho kolegů naznačil, že i když adenin a guanin potřebují k syntéze chlad, cytosin a uracil naopak vyžadují vysoké teploty. Na základě tohoto výzkumu Miller navrhl hypotézu, že život začal v prostředí, které kombinovalo nízké teploty na Zemi s výbuchy meteoritů.
Největším nepřítelem složitějších organických sloučenin i prvního života bylo silné ultrafialové záření necloněné ozonem. Život se proto musel rozvíjet v chráněném prostředí – nejčastěji se uvažuje o klidném prostoru pod vodou, zejména ve větších hloubkách oceánu. Podle posledních výzkumů je však jistá úroveň UV záření pro formování RNA nutná.
I nejjednodušší živé buňky musely mít alespoň vnější obal (membránu), fungující metabolismus a způsob přenosu genetické informace. Současné teorie o vzniku života se tak liší především podle toho, který z těchto tří pilířů upřednostňují. Vznik všech tří funkcí, jakkoli primitivních, byl však zřejmě silně provázán a není možné určit, která část vznikla jako první.
- Teorie upřednostňující genetický kód – pracují s "nahými" geny, které až později získaly vlastnosti buňky (zejména teorie RNA světa)
- Teorie upřednostňující metabolismus – pracují se shluky organických molekul bez membrány, schopných vytvářet série chemických reakcí (teorie hydrotermálních systémů)
- Teorie upřednostňující membránu – pracují s různými molekulami, které zejména ve vodním prostředí samovolně tvoří struktury, pohlcující různé molekuly a také genetický kód

### Teorie RNA světa
RNA svět je hypotéza o vzniku života, podle které přenosu genetické informace pomocí DNA předcházelo období, kdy zachování informace zajišťovala RNA.

Rozdíl ve struktuře RNA a DNA

Replikaci současných organismů totiž zajišťuje molekula DNA. Ta předává informaci proteinům (enzymům), ale bez jejich existence a katalýzy sama nemůže vznikat, replikovat se. DNA a proteiny proto mohou při přenosu informace fungovat pouze společně, není možné říci, co se vyvinulo dřív. Přímý vznik živé buňky s takto složitým systémem replikace je ve smyslu moderní vědecké abiogeneze nemyslitelný. Řešením se stal objev katalytických funkcí informační molekuly RNA. Systém přenosu informací v prvních živých organismech by tak mohl být založen pouze na RNA, která by v sobě spojovala vlastnosti nukleové kyseliny i proteinů.
Podle teorie RNA světa tvořily první živé systémy na Zemi „nahé“ samoreplikující se molekuly RNA bez membrány. Ribonukleová kyselina byla až během dalšího vývoje nahrazena dokonalejším systémem DNA a proteinů.
Stále však panují velké nejasnosti o vzniku molekul RNA v prebiotickém světě. Jejich syntéza by byla v tehdejším prostředí podle současných poznatků velmi komplikovaná. Největším problémem teorie RNA světa je ovšem velmi malá stabilita molekul ribonukleové kyseliny. Existence nechráněných molekul je v prostředí rané Země téměř vyloučená. I kdyby jejich syntéza proběhla, velmi rychle by se opět rozložily, zejména pod vlivem silného ultrafialového záření necloněného ozónem.
Z toho důvodu byl navržen tak zvaný pre-RNA svět, ve kterém by hlavní slovo měl jednodušší polymer s možností přenosu informací a autoreplikace, který by však byl stabilnější než RNA a mohl snáze vzniknout. Dosud však není uspokojivě vyřešen charakter takové pre-RNA sloučeniny, nejčastěji se za předchůdce ribonukleové kyseliny považuje peptidová nukleová kyselina (PNA). Problematický je také způsob přechodu pre-RNA světa na RNA svět, stejně jako pozdější převzetí úlohy replikace molekulou DNA.

### Teorie hydrotermálních průduchů

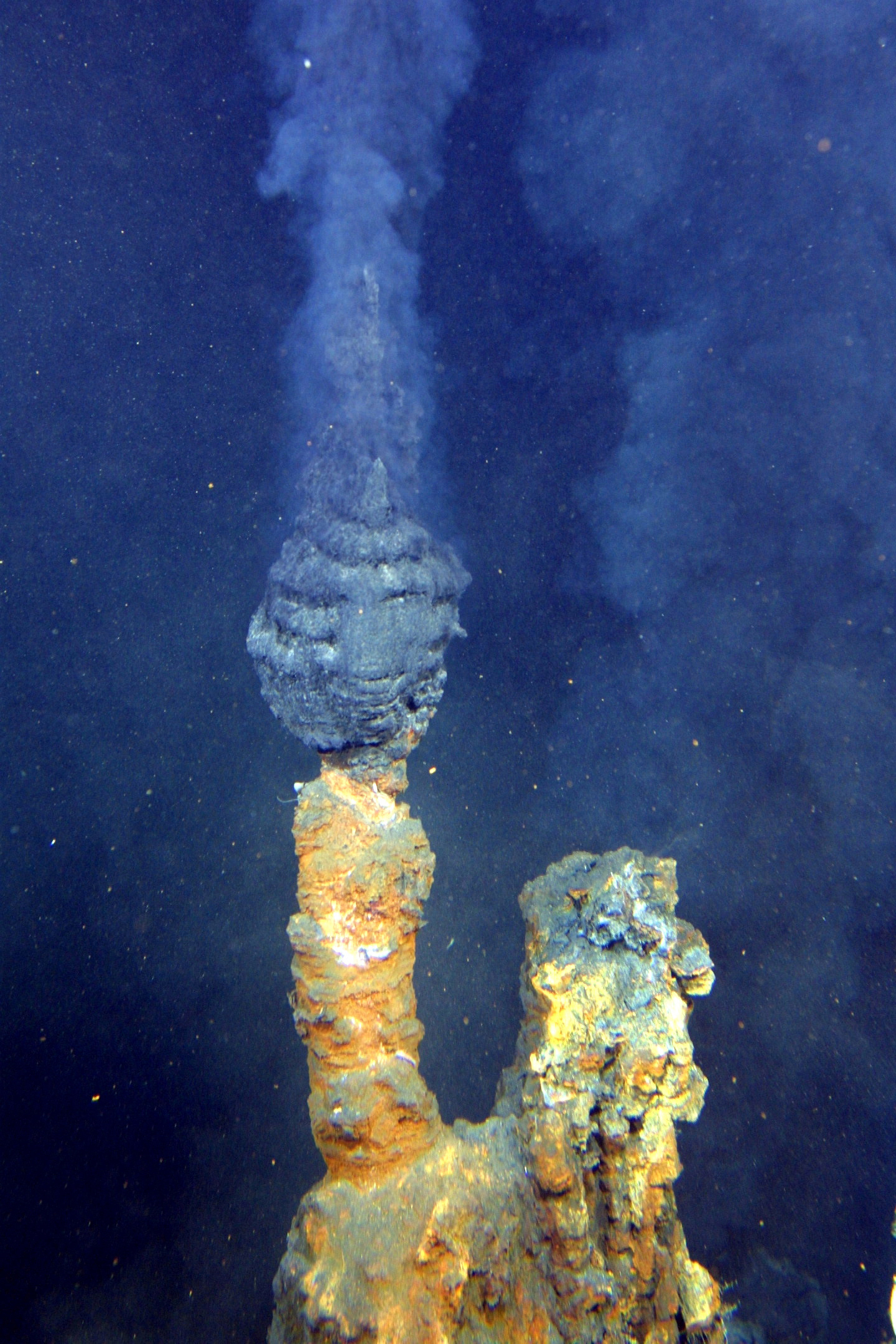
Tzv. černí kuřáci – specifické prostředí, kde podle některých badatelů mohly vzniknout první živé organismy

Hydrotermální průduchy, zvané také černí kuřáci, se nacházejí na mořském dně ve velkých hloubkách (kolem 2000 metrů) v blízkosti středooceánských hřbetů. Z „kuřáků“ proudí velké množství horké zásadité mineralizované vody, která se mísí s chladnou, mírně kyselou vodou okolního oceánu. Díky tomu se obsažené minerály v okolí průduchů srážejí.
Tato místa hluboko na mořském dně byla na rozdíl od zemského povrchu, stíhaného následky sopečné činnosti a dopadů meteoritů, velmi klidná a stabilní a nedocházelo zde k extrémním výkyvům podmínek. Prostředí hydrotermálních systémů bylo také bohaté na minerály a kovy, které mohly fungovat jako katalyzátory mnoha reakcí, například při syntéze aminokyselin. Navíc teorie vzniku života v okolí černých kuřáků řeší i to, že některé sloučeniny potřebují ke své syntéze chlad a jiné teplo. Proto se tu mohlo dařit organickým molekulám, schopným vytvářet série samoudržujících chemických reakcí. To znamená, že zpočátku ani nebyly potřeba informační molekuly a jejich nutnost se objevila až s tím, jak se zárodky života vyvíjely do větší složitosti.
Ačkoliv byly hydrotermální průduchy objeveny a popsány až v roce 1977, velmi záhy začaly být dávány do souvislosti se vznikem života na Zemi. V současnosti je tento názor spíše opouštěn, protože experimenty dosud neprokázaly funkčnost teorie. Mnohé organické sloučeniny by se při vysoké teplotě u průduchů dříve rozložily, než by stačily syntetizovat do složitějších molekul a také RNA by byla v tomto prostoru nestabilní.
Prostředí hydrotermálních průduchů vyhovuje teorii pyritového světa. Její autor, německý chemik Günter Wächtershäuser předpokládá, že život vznikl na povrchu sulfidů železa – mackinawitu či pyritu. Sulfidy železa, které se mimo jiné sráží i v okolí černých kuřáků, mohly sloužit jako katalyzátory při vzniku různých organických látek i při prvních metabolických pochodech. Svoji podpůrnou funkci si udržely do té doby, než si prvotní „nahé“ organické molekuly vytvořily buněčnou membránu a další složitější struktury, schopné nezávislého metabolismu a přenosu informací.
Mořské hydrotermální prameny však nejsou schopné produkovat dostatečné množství sloučenin pro život. Původem života by tak mohly být spíše suchozemské termální prameny. Nebo jen malé teplé rybníky zasažené malými meteority. Periodicky vysychající jezera mohla zajistit zvýšenou koncentraci fosforu nutného pro život.

### Teorie živých jílů
Teorie živých jílů je zajímavá, avšak nikoliv všeobecně přijímaná hypotéza o vzniku života na zemi, kterou navrhl v roce 1982 britský chemik a molekulární biolog Graham Cairns-Smith. Základem je fakt, že minerální krystaly rostou podle určité struktury, dělí se a následně rostou dál. Pro vznik života jsou podle autora vhodné zejména jíly, složené z mnoha různorodých plochých krystalků, které navíc dokážou měnit své prostředí (například kyselost vody) a mohou se po vyschnutí šířit větrem do dalších míst. Mají tedy některé vlastnosti dnešních živých organismů.
Jílové minerály jsou navíc schopné na sebe díky své struktuře vázat organické látky. V období hadaika a archaika tak mohly fungovat jako katalyzátory pro syntézu klíčových organických molekul včetně RNA. Dokázaly i chránit první biomolekuly před silným ultrafialovým zářením, které je jedním z hlavních problémů RNA světa. Podle nových studií jsou molekuly RNA, navázané na tyto minerály odolnější, zůstává jim ale přitom možnost reagovat s okolím a přenášet informaci. Jíly tak umožnily koncentraci biomolekul na svém povrchu a nastartování metabolismu i genetického systému. Poté, co se geny zdokonalily natolik, že byly schopné přežít samostatně, pak jílové prostředí opustily.
Další výzkumy odhalily, že jílové minerály, které mohou katalyzovat polymeraci nukleotidů na RNA, také katalyzují vznik mastných kyselin vhodných k vytvoření prvotních membrán. Jílové částečky s navázanou RNA díky tomu mohly být uzavřeny do vznikajících membrán, čímž by se přímo vytvořily jednoduché protobuněčné struktury.
Život však mohl vzniknout i na jiných minerálech či horninách. Například živce a zeolity mají na erodovaném povrchu mikroskopické jamky, které mohly být vhodným prostředím pro vznik života. Kámen mohl fungovat jako katalyzátor prvních reakcí, organické molekuly zde byly dobře chráněné před různými vnějšími vlivy včetně ultrafialového záření a jednotlivé jamky (komůrky) mohly nahrazovat i buněčné stěny. Protoorganismům by zpočátku stačilo vytvořit pouze lipidové „víčko“, chránící před vysycháním a zajišťující stabilitu probíhajících reakcí. To by až později mohlo obepnout celou buňku a umožnilo by jí tak existovat i v jiném prostředí.

### Další teorie
Existují i mnohé další, méně známé teorie vzniku života.

Samovolná organizace fosfolipidů a lipidová dvojvrstva

Svět lipidů vychází z faktu, že základním stavebním prvkem buněčných membrán současných živých organismů jsou fosfolipidy, které jsou schopné ve vodním prostředí samovolně vytvářet lipidovou dvojvrstvu. Prvními předchůdci života tak mohly být samovolně vznikající lipidové membrány, které v sobě mohly uzavřít organické látky a dokázaly svou částečnou propustností přijímat a pohlcovat živiny z okolí. Uvnitř těchto membrán pak mohly probíhat různé chemické reakce, až se vyvinul systém, jak uchovat katalytické funkce metabolismu i genetickou informaci. Membrány prvotních organismů nemusely být vytvořeny z fosfolipidů, ale z některých vhodnějších molekul, jako například mastných kyselin či monoglyceridů.
Svět zinku. Podle této teorie život vznikl na pórovitém povrchu sfaleritu (sulfid zinečnatý), který se v prostředí rané Země mohl hojně srážet například v prostředí hydrotermálních systémů. Sfalerit svými katalytickými vlastnostmi umožňoval vznik prvních biopolymerů a bránil jejich rychlému rozpadu pohlcováním nebezpečného ultrafialového záření.
Vznik života pod ledem. Hypotéza pracuje s variantou, že teploty na rané Zemi byly kvůli nedostatečnému výkonu mladého Slunce velmi nízké a povrch oceánů pokrývala vrstva ledu. Chladná voda pod tímto ledovým krunýřem mohla být vhodným prostředím pro vznik života, chráněným před ultrafialovým zářením i dopady meteoritů. Teorie řeší problém s nestabilitou některých molekul v horkém prostředí. Některé reakce by však probíhaly zřejmě mnohem pomaleji a vznik živých buněk by trval velmi dlouho. Ovšem existuje tzv. paradox slabého mladého Slunce, který ukazuje na to, že i přes malý počáteční výkon Slunce byla teplota na Zemi vyšší. Izotopické analýzy vzorků ukazují, že teplota moří byla v době vzniku života zhruba 70 °C.
Alexander V. Vlassov spojuje chladné prostředí s možností vzniku RNA světa. Jeden z experimentů Millerovy skupiny ukázal, že z amoniaku a kyanidu ponechaném v mrazicím boxu mezi lety 1972–1997 vzniklo sedm různých aminokyselin a jedenáct typů nukleových bází. Christof Biebricher byl zase schopen v mrazivých podmínkách vytvořit molekuly RNA dlouhé 400 nukleových bází tak, že do směsi vložil malé množství nukleových bází – adeninu, cytosinu a guaninu – a jednoduchou „šablonu“ RNA, podle které se nové molekuly tvořily. Důvodem, proč tyto reakce probíhaly tak rychle při nízkých teplotách, je eutektické mrznutí. Když se vytvoří ledový krystal, zůstane čistý a připojují se k němu pouze molekuly vody. Nečistoty, jako např. sůl nebo kyanid, jsou vyloučeny a shlukují se dohromady, čímž spolu reagují častěji, než kdyby byly smíchány s vodou.
Vznik života pod povrchem Země. Tato teorie předpokládá, že organismy ukryté pod zemským povrchem, podobně jako některé současné zemní bakterie, mohly bez problémů přežít velké pozdní bombardování.
Přirozená zemská radioaktivita mohla teplem či pohonem gejzírů vytvořit prostředí pro vznik života.
Citrátový cyklus a jeho nebiologičtí předchůdci mohli hrát také důležitou roli ve vzniku života.